# Ahmed Abubakar Shegow
Ahmed Abubakar Shegow é um futebolista somali que atua como meia. Joga pela seleção nacional.

## Seleção nacional
Ahmed teve seu primeiro jogo pela seleção principal contra Níger, que terminou em derrota por 2 a 0.

## Vida pessoal
Ahmed é somali, mas saiu do país ainda criança para o Reino Unido e ficou lá por vários anos com sua família.